# Burksiella
Burksiella is een geslacht van vliesvleugeligen uit de familie Trichogrammatidae. De wetenschappelijke naam van dit geslacht is voor het eerst geldig gepubliceerd in 1957 door De Santis.

## Soorten
Het geslacht Burksiella omvat de volgende soorten:
- Burksiella altagraciae Velásquez & Viggiani, 2007
- Burksiella benefica (Dozier, 1932)
- Burksiella chrysomeliphila (Lin, 1994)
- Burksiella dianae Pinto, 2006
- Burksiella floridae (Viggiani, 1985)
- Burksiella mexicana Ávila-Rodríguez & Myartseva, 2011
- Burksiella ormenidis (Dozier, 1932)
- Burksiella platensis (De Santis, 1957)
- Burksiella platysetosa Viggiani & Velasquez, 2007
- Burksiella singularis (Yousuf & Shafee, 1988)
- Burksiella spirita (Girault, 1918)
- Burksiella subannulata De Santis, 1957